# Pićan
Pićan (italsky Pedena) je vesnice a opčina v Chorvatsku v Istrijské župě. Nachází se asi 10 km jihovýchodně od Pazinu. V roce 2011 žilo v Pićanu 315 obyvatel, v celé občině pak 1 997 obyvatel.
Kromě hlavní obce, Pićanu, se zde nacházejí i vesnice Grobnik, Jakomići, Krbune, Kukurini, Montovani, Orič, Sveta Katarina, Tupljak a Zajci.